# Charles Hepburn-Stuart-Forbes-Trefusis (21e baron Clinton)
Charles John Robert Hepburn-Stuart-Forbes-Trefusis (18 janvier 1863 - 5 juillet 1957) est un pair britannique, titré baron Clinton.

## Biographie
Il est le fils aîné de Charles Hepburn-Stuart-Forbes-Trefusis (20e baron Clinton) et de sa femme, Harriet. Par ses grands-mères, il est un descendant de Charles Ier Louis du Palatinat. Formé à Oxford, il joue au polo avec l'équipe universitaire et remporte le match universitaire contre Cambridge en 1883. Le 1er juin 1886, il épouse Lady Jane McDonnell (15 juin 1863 - 27 août 1953) (une fille du 5e comte d'Antrim) et ils ont deux filles:
- Harriet (14 novembre 1887 - 15 mars 1958), épouse le major Henry Nevile Fane (1883 - 2 août 1947). Ils ont sept enfants.
- Fenella (19 août 1889 - 19 juillet 1966), épouse John Bowes-Lyon. Ils ont cinq enfants.

De 1898 jusqu'à ce qu'il succède à son père en 1904, il est responsable du conseil du comté de Kincardineshire. En 1911, Lord Clinton est admis au Conseil du duché de Cornouailles et est nommé gardien du sceau privé du duché en 1913 et Lord Warden of the Stannaries en 1921. De 1918 à 1919, il est secrétaire parlementaire adjoint du Conseil de l'agriculture et des pêches, président de la Commission des forêts de 1927 à 1929 et directeur du Southern Railway . Lord Clinton est également admis au Conseil privé en 1927 et à sa retraite en 1933, il est nommé GCVO.
À la mort de Lord Clinton en 1957, son titre est resté en suspens entre ses deux filles jusqu'à ce qu'il soit attribué à son arrière-petit-fils (par Harriet), Gerard en 1965.